# 宮大工
宮大工（みやだいく）は、神社仏閣の建築や補修に携わる大工。
世界遺産、国宝や文化財指定の建造物はもとより、その他文化的に貴重な建物の建築や補修などにも携わることから、建築学はもとより、時には宗教学や史学など非常に幅広い知識や高度な技術を必要とする大工職である。

## 解説
以前は「渡り大工」とも呼ばれ、何年も家を離れ社寺のある地に居住して、材料や技法を検討しながら仕事を進めていた。宮大工に採用されるには、鉋の上手さや手斧の使い方に秀でるなどの一芸が求められ、審査を経て選抜された。江戸時代の宮大工は各流派に分かれ、建て方や仕来たりが全て異なっていた。技術や技法は徒弟制度で師匠から弟子へ口伝で継承されることが多かったが、現代では株式会社に雇用され、研修と実地教育を併用することで後継者の断絶を防ごうとしている。かつては日本全国に数千人いると言われた宮大工も、時代の変化と共にその人数は減少し続け、2020年代における宮大工の継承者は1000人に満たないと推定されている。新しい建材やコンピューター、機械に依存せず、修復対象で再利用できる古材を生かす、曲尺を活用する規矩術を習得する、他の大工が殆ど使わなくなった槍鉋を用いる、材木の取り方や寸法の裁ち方を見極める木割の習得、といった独自の技法や世界観を継承している  。国宝・重要文化財級の建築物修復を任せられるのは、瀧川寺社建築（奈良県桜井市）など全国に5社程度という。
著名な宮大工には、西岡常一や佐々木嘉平、窪田文治郎、松浦昭次（俗に大工の人間国宝といわれる、文化財保存技術者）などがいる。
例
- 菊池恭二[6]
- 小山秀（秀之進） – 大浦天主堂、グラバー邸などを建築。
- 酒徳 金之助（さかとくきんのすけ）
- 西岡伊平
  - 西岡常吉
    - 西岡楢光
      - 西岡常一
- 宮腰屋 嘉六
- 相良昌義[7]